# Hahnstätten
Hahnstätten település Németországban, Rajna-vidék-Pfalz tartományban. Lakosainak száma 3033 fő (2023. december 31.).

## Népesség
A település népességének változása:
| Lakosok száma | 2448 | 2933 | 2934 | 2936 | 2939 | 3033 |
|               | 1975 | 2017 | 2019 | 2021 | 2022 | 2023 |